# 機動戦士ガンダム (PlayStation)
『機動戦士ガンダム』（きどうせんしガンダム）は、1995年6月23日にバンダイより発売されたPlayStation用アクションシューティングゲーム。アニメ『機動戦士ガンダム』を題材としたキャラクターゲームである。
本項では、1996年に内容を改善した『機動戦士ガンダム Version 2.0』についても併せて記述する。

## 概要
本作は、バンダイのPlayStationシリーズ初のゲームソフトにあたる。プレイヤーは主人公のアムロ・レイとなって、コクピット視点でガンダムを操縦してジオン公国のモビルスーツを撃破する内容である。
メモリーカード非対応で、音声はナレーション（永井一郎）と、ゲームプレイ中の通信、エンディングのみ。基本的にボスクラスの敵軍側の音声はララァ・スン以外一切ない。ボス登場時には、コックピット上部のモニタに敵MSの顔が一瞬表示され、やがてそれが眼前に現れ襲い掛かってくる。敵との通信は一切ないため、相手の感情などを察知することもできず、ただこちらを撃墜しにくるという敵の不気味さを醸し出しており、他のガンダムのゲームにはない臨場感を体験することができる。
1996年に、操作性の向上、操作出来るモビルスーツ（シャア・アズナブル搭乗MS）の追加、ムービーや音声等の演出面での強化など内容を改善した『機動戦士ガンダム Version 2.0』が発売された。様々なアニメーションが追加されており、倒す敵もモビルスーツ以外に戦闘機、戦艦などバリエーションが豊富になっている。前作よりもガンダムのアクションスピードが前進・後退、敵をロックオンした時に振り向くスピードなども含め行動が速くなっている。メモリーカードにも対応しており、セーブ、ロードができるようになった。